# Calle Heladeros
La Calle Heladeros es una calle del centro histórico de la ciudad del Cusco, Perú. 

## Historia
Durante el incanato, el Huacaypata, la antigua plaza inca comprendía el área de la actual Plaza de Armas, la Plaza Regocijo, la Plazoleta Espinar y el Hotel de Turistas. Luego de la llegada de los españoles, en 1555, el corregidor del Cusco, Sebastián Garcilaso de la Vega autorizó la construcción de edificios en medio del Huacaypata generando de esa manera estos espacios mencionados y separando  la Plaza de Armas y la entonces denominada Plaza de Tlanguis que ocupaba el espacio que hoy ocupan la actual plaza Regocijo, la plazoleta Espinar y el edificio del antiguo Hotel de Turistas del Cusco y cuyo límite noroccidental quedó determinado por la via que es actualmente la Calle Heladeros.
Desde 1972 la vía forma parte de la Zona Monumental del Cusco declarada como Monumento Histórico del Perú. Asimismo, en 1983 al ser parte del casco histórico de la ciudad del Cusco, forma parte de la zona central declarada por la UNESCO como Patrimonio Cultural de la Humanidad. y en el 2014, al formar parte de la red vial del Tawantinsuyo volvió a ser declarada como patrimonio de la humanidad.

## Recorrido
La calle inicia su recorrido en el extremo suroriental siguiendo el trazado de la Calle San Bernardo en el cruce con la Calle Marqués. Destacan en ese inicio tanto la casa de Alonso de Toro al lado occidental como el Templo de la Merced al lado oriental. Frente a esta iglesia se extiende la breve Plazoleta Espinar y el edificio del antiguo Hotel de Turistas. Frente a éste y antes de llegar a la Calle Garcilaso, se levanta en el lado occidental la Casa de Garcilaso de la Vega que aloja el Museo Histórico Regional del Cusco. Luego, en el lado oriental se encuentra la Plaza Regocijo y, frente a ella, las históricas casa del Truco y casa de Miota. La calle deja de ser tal en el cruce con la Calle San Juan de Dios donde su trazado es continuado por la Calle Santa Teresa.

#### Libros y publicaciones
- Angles Vargas, Víctor (1983). Historia del Cusco Cusco Colonial Tomo II Libro Segundo. Lima: Industrialgrafica S.A.
- Lucas Alonso, Patricia. La Plaza de Armas de Cuzco: historias míticas de nacimiento y destrucción. Consejo Superior de Investigaciones Científicas (CSIC).
- Viñuales, Graciela María. «El espacio en el Cusco colonial: Uso y organización de las estructuras simbólicas.». Ángulo Recto. Revista de estudios  sobre la ciudad como espacio plural. (Argentina: CONICET). Archivado desde el original el 20 de febrero de 2018. Consultado el 19 de abril de 2020.

- Datos: Q91111190
- Multimedia: Calle Heladeros / Q91111190